# برج دیواری

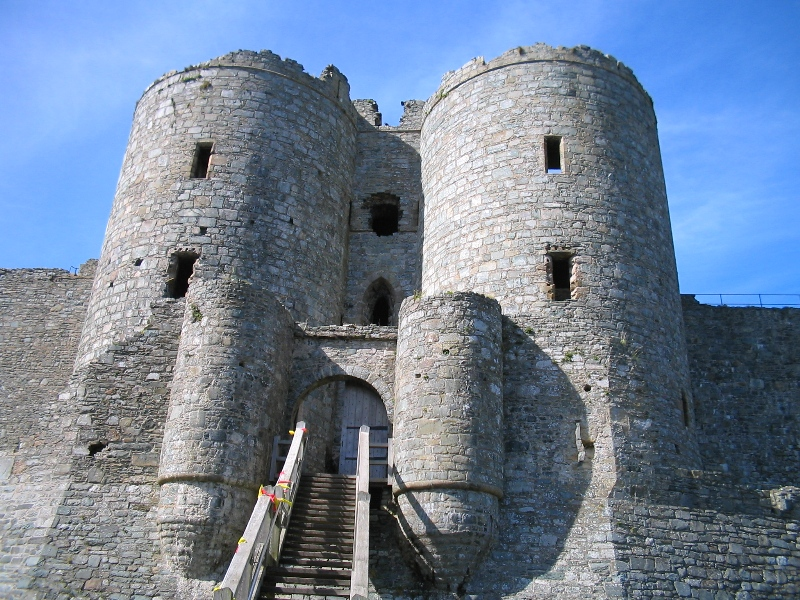
برج دیواری قلعه هارلچ

برج دیواری (انگلیسی: Fortified tower) بدنه برج مانند بیرون نشسته از دیوار، قلعه یا دروازه می‌باشد. همچنین می‌تواند گاهی برج دفاعی، دیوار حایل یا به تنهایی فقط یک برج را شامل گردد. برج دیواری یکی از سازه‌های دفاعی مورد استفاده در استحکامات و قلعه‌ها است. برج‌های دیواری قلعه می‌تواند انواع اشکال مختلف و کاربری‌های مختلفی را شامل گردد.

## نگارخانه

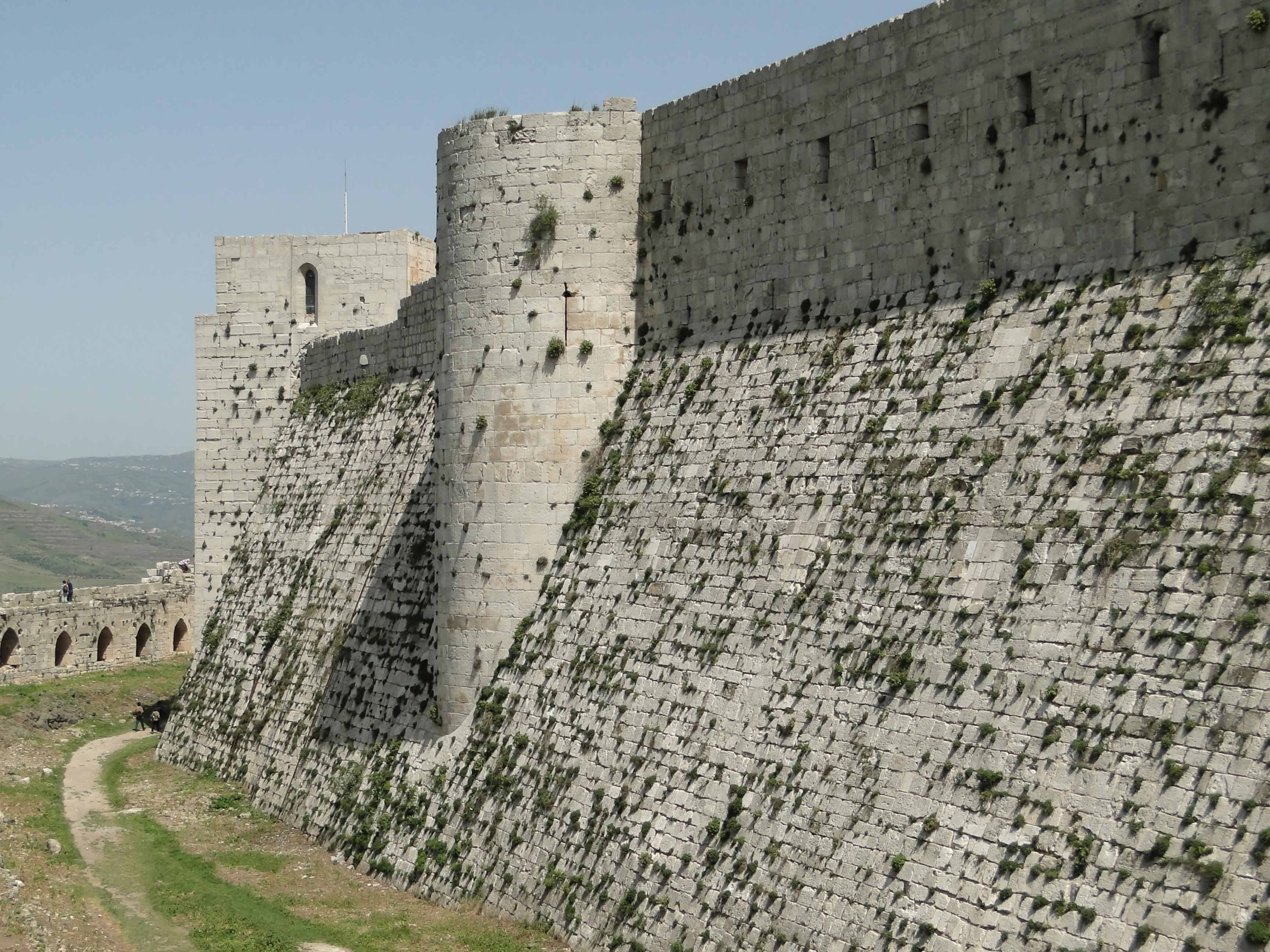
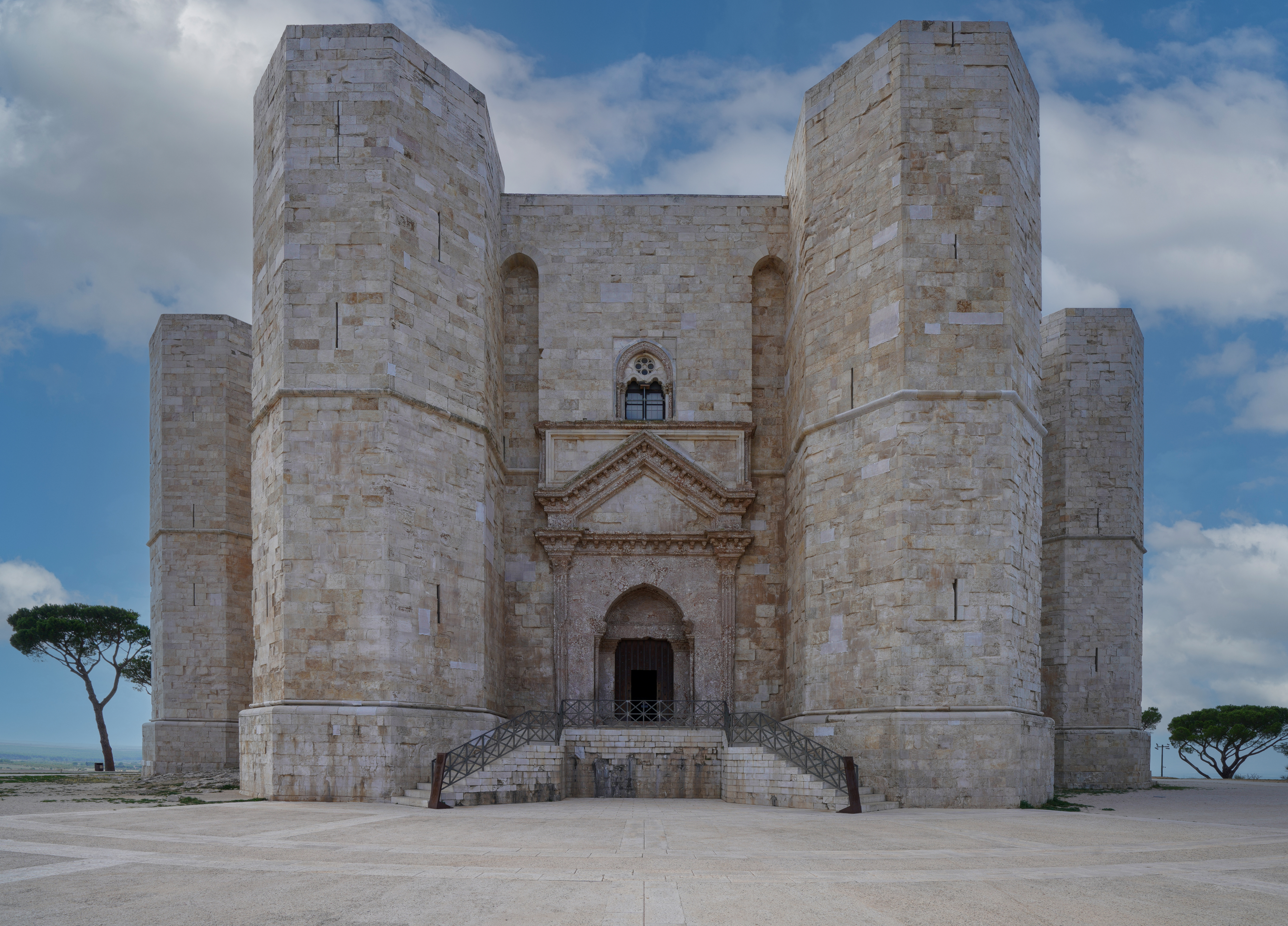
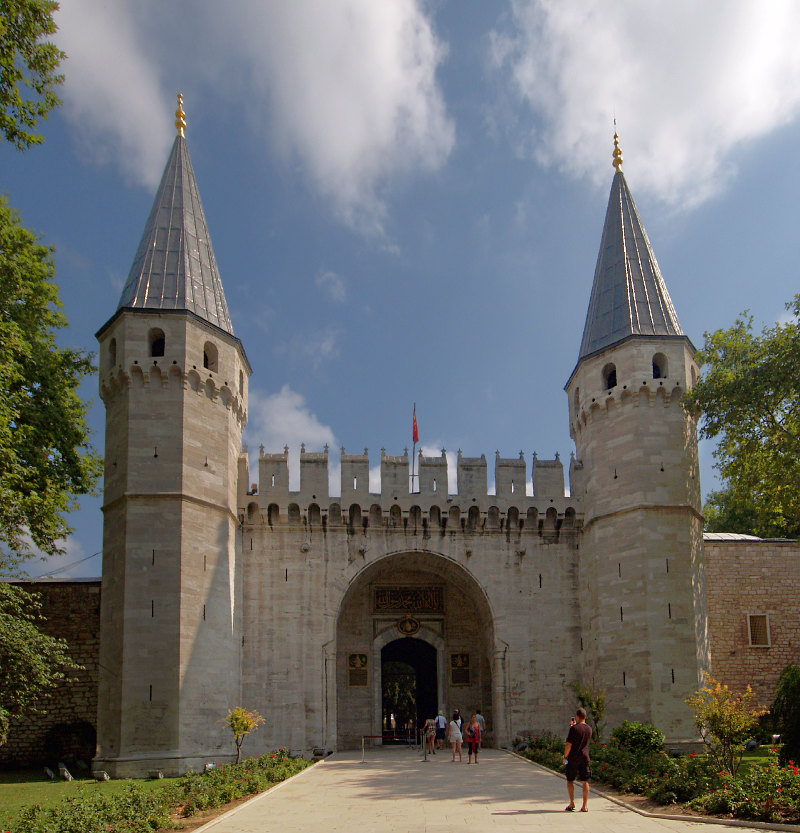
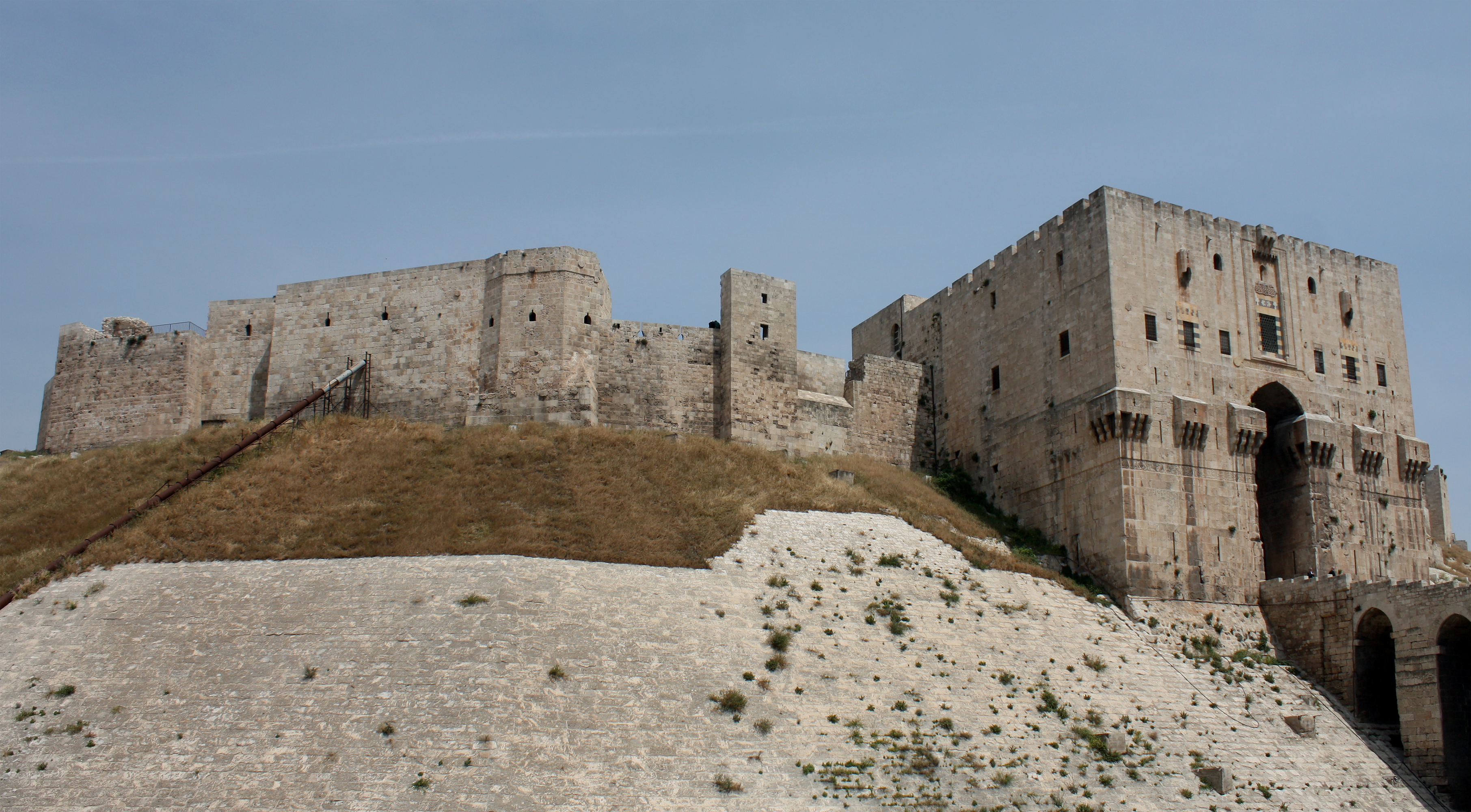
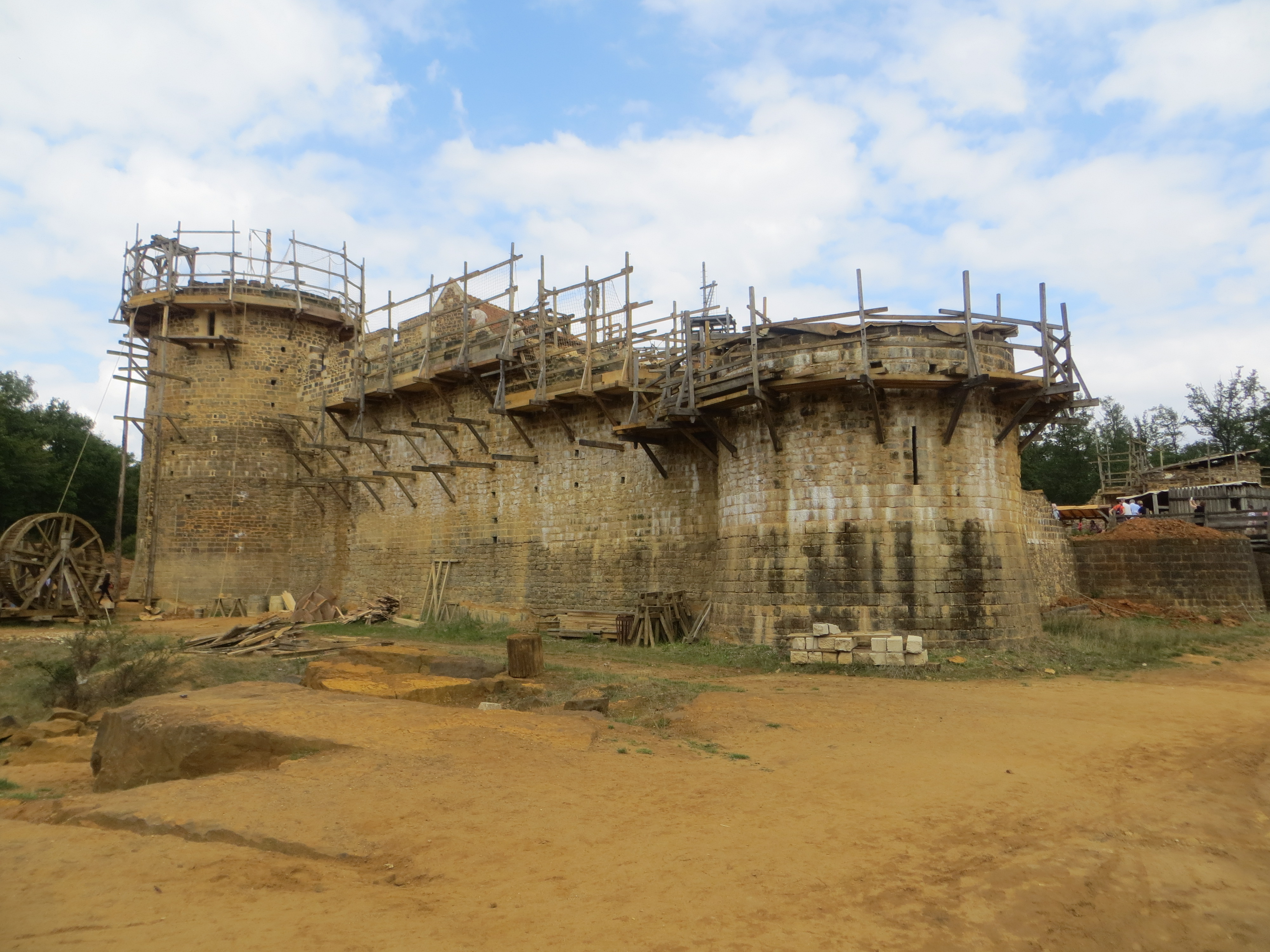
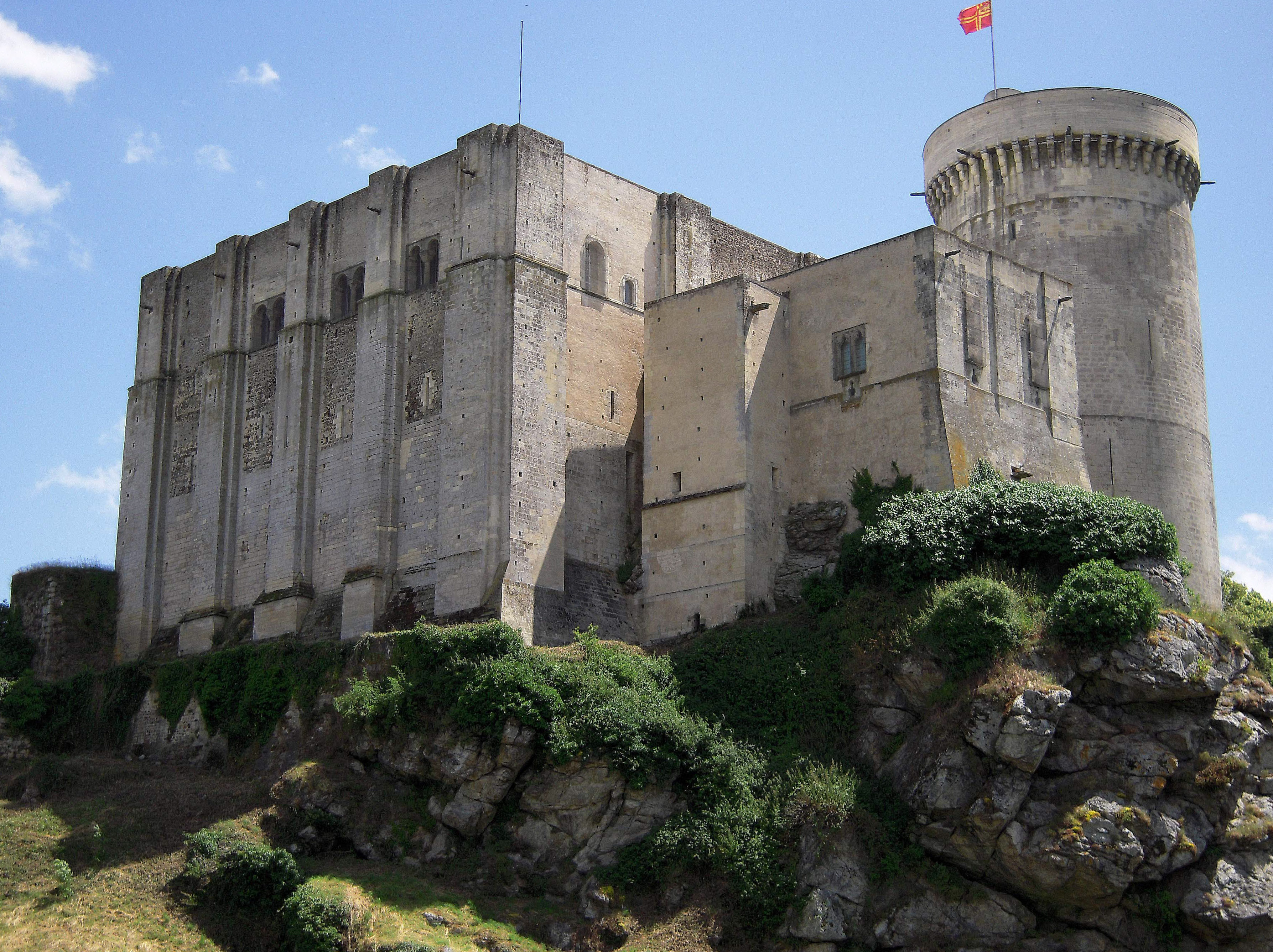